# Hermes Crióforo
Hermes Crióforo (en griego antiguo: Ἑρμῆς Κριοφόρος, romanizado: Hermês Kriophóros, lit. 'Hermes portando un carnero') es una escultura de mármol del siglo II d. C.  que representa al dios griego Hermes, como dios de los pastos y los pastores, llevándose un joven carnero. La escultura es una copia romana  de un original griego del siglo V a. C. Fue descubierta en Trecén, en el sur de Grecia, a finales del siglo XIX, y actualmente forma parte de la colección del Museo Arqueológico Nacional de Atenas.

## Historia
Hermes Crióforo fue realizado en algún momento del siglo II d. C., y era una copia de un original del siglo V a. C. atribuido al escultor Naucides, que pertenecía a la escuela de Policleto. Se descubrió en la ciudad de Trecén, en la península de Argólida (este del Peloponeso) en 1890, durante las excavaciones de la Escuela Francesa realizadas bajo la dirección de Ernest Legrand. En el Museo Arqueológico Nacional de Atenas se le asignó el número 243.

## Descripción
Está realizada en mármol pentélico y mide 1,80  m de altura, por lo que supera ligeramente el tamaño natural.
Se representa desnudo de frente, con el cuerpo un poco girado hacia la izquierda, en contrapposto mientras su peso descansa sobre la pierna derecha, dejando la izquierda relajada. Lleva una clámide sujeta al hombro izquierdo que cuelga y cubre el brazo de ese lado. En la cabeza, girada hacia la derecha, lleva un pétaso (una especie de sombrero) y sujeta un carnero por los cuernos con la mano derecha. El carnero aparece agachado sobre sus patas traseras en el costado derecho de Hermes,  mientras Hermes lo arrastra hacia arriba. Se distingue así de otras esculturas de tipo carnero, ya que Hermes arrastra al animal en lugar de llevarlo tiernamente sobre los hombros. En la otra mano, Hermes llevaría su caduceo, su símbolo más popular, que no se conserva.

## Estado de conservación
Aunque se conserva en su mayor parte, la estatua presenta algunos daños evidentes. Le faltan el brazo derecho desde debajo del hombro, la mano izquierda y las extremidades anteriores de los brazos; sus pies y partes de los muslos fueron restaurados con yeso, y la cabeza tuvo que ser unida de nuevo a su cuerpo.